# Kryptan
Kryptan, på engelska Sepulchre, är en roman av författaren Kate Mosse. Boken rör sig i samma miljöer i Frankrike som föregångaren Labyrinten, och är uppbyggd med två tidsspår, ett nutida och ett förflutet. Det förflutna går tillbaka till 1891. Den kom på svenska 2009 på Norstedts förlag.